# Балабаївка
Балаба́ївка, в минулому хутір, що входив раніше до Вовчанського повіту Харківської губернії.

## Реабілітовані уродженці
- Балабай Василь Макарович народився 1888 р. на хуторах Балабаївка Вовчанського повіту Харківської губернії, українець, із селян, освіта початкова, позапартійник. Проживав на хуторі Балабаївка Печенізького р-ну Харківського окр. Селянин одноосібник. Заарештований 4 квітня 1930 р. за антирадянську агітацію та участь у масових заворушеннях (ст. 5410 ч, 2, 5616 КК УСРР), справу закрито Харківським окрвідділом ДПУ 17 квітня 1930 р. (ст. 197 ч.2 КПК УСРР).
- Балабай Ганна Фадеївна народилася 1908 р. на хут. Балабаївка Вовчанського пов. Харківської губ. Українка, із селян, неписьм., позапарт. Проживала вс. Балабаївка Печенізького р-ну Харківського окр. Селянка одноосібниця. Заарештована 5 квітня 1930 р. за антирадянську агітацію та участь у масових заворушеннях (ст. 5419 ч. 2, 5616 КК УСРР), справу закрито Харківським окрвідділом ДПУ 17 квітня 1930 р. (ст.197 ч.2 КПК УСРР).
- Балабай Іван Федорович народився 1899 р. у с. Балабаївка Вовчанського пов. Харківської губ. Українець, із селян, освіта початкова, поза парт. Україна, театр воєнних дій. Військовослужбовець Добровольчої армії Денікіна. Заарештований 14 грудня 1919 р. у м. Полтава як пе- ребіжчик, справу закрито ОВ ВЧК 12-ї армії 22 січня 1920 р., направлений на службу до РСЧА.
- Балабай Михайло Петрович народився 1907 р. у с. Балабаївка Вовчанського пов. Харківської губ. Українець, із селян, освіта початкова, позапарт. Проживав на хут. Балабаївка Печенізького р-ну Харківського окр. Селянин одноосібник. Заарештований 5 квітня 1930 р. за антирадянську агітацію та участь у масових заворушеннях (ст. 5410 ч, 2, 5619 КК УСРР), справу закрито Харківським окрвідділом ДПУ 17 квітня 1930 р. (ст. 197 ч.2 КПК УСРР).
- Балабай Павло Трохимович народився 1903 р. на хут. Балабаївка Вовчанського пов. Харківської губ. Українець, із селян, малописьм., позапарт. Проживав на хут. Балабаївка Печенізького р-ну Харківської обл. Селянин одноосібник. Заарештований 2 грудня 1932 р. за антирадянську агітацію і підготовку повстання проти заходів рад. влади на селі (статті 5410, 67 КК. УСРР) і ухвалою особливої наради при колегії ДПУ УСРР від 4 березня 1933 р. (статті 5410, 78 КК УСРР) висланий до Північного краю на 3 роки. Реабілітований 12 жовтня 1989 р.
- Балабай Семен Семенович народився 1904 р. на хут. Балабаївка Вовчанського пов. Харківської губ. Українець, із селян, неписьм., позапарт. Проживав у с. Балабаївка Печенізького р-ну Харківського окр. Селянин одноосібник. Заарештований 4 квітня 1930 р. за антирадянську агітацію та участь у масових заворушеннях (ст. 5410 ч. 2, 5616 КК УСРР), справу закрито Харківським окрвідділом ДПУ 17 квітня 1930 р. (ст. 197 ч. 2 КПК УСРР).
- Богомаз Іван Іванович народився 1901 р. на хут. Балабаївка Вовчанського пов. Харківської губ. Українець, із селян, освіта початко- ва., позапарт. Проживав на хут. Балабаївка Печенізького р-ну Харківського окр. Селянин одноосібник. Заарештований 4 квітня 1930 р. за антирадянську агітацію та участь у масових заворушеннях (ст. 5410 ч, 2, 5616 КК УСРР), справу закрито Харківським окрвідділом ДПУ 17 квітня 1930 р. (ст. 197 ч. 2 КПК УСРР)
- Єсечко (Ісечко) Федір Андрійович народився 1907 р. на хут. Балабаївка Вовчанського пов. Харківської губ. Українець, із селян, освіта початкова., позапарт. Проживав на хут. Балабаївка Печенізького р-ну Харківського окр. Селянин одноосібник. Заарештований 35 квітня 1930 р. за антирадянську агітацію та участь у масових заворушеннях (ст. 5410 ч, 2, 5616 КК УСРР), справу закрито Харківським окрвідділом ДПУ 17 квітня 1930 р. (ст. 197 ч.2 КПК УСРР).